# Sulphur (Oklahoma)
Sulphur – miasto w Stanach Zjednoczonych, w stanie Oklahoma, siedziba administracyjna hrabstwa Murray.